# Vilda svanar: tre döttrar av Kina
Vilda svanar: tre döttrar av Kina är självbiografisk familjehistoria skriven av Jung Chang. Den skildrar Kinas förvandling under 1900-talet ur mormors, mors, och dotters (Jung Changs) ögon; hur det feodala Kina efter japansk och rysk ockupation senare omdanas radikalt vid kommunisternas maktövertagande 1949.
Boken har översatts till 37 olika språk och har sålts i över 13 miljoner exemplar. Boken är bannlyst i Folkrepubliken Kina.

## Svenska utgåvor
- Jung Chang, Vilda svanar: tre döttrar av Kina. Översatt av Margareta Eklöf. Stockholm: Stenström, 1992, ISBN 91-86600-77-X.
- Jung Chang, Vilda svanar: tre döttrar av Kina. Översatt av Margareta Eklöf. Stockholm: Stenström, 1994, ISBN 91-86600-87-7.
- Jung Chang, Vilda svanar: tre döttrar av Kina. Översatt av Margareta Eklöf. Stockholm: Pan, 2005, ISBN 91-7263-755-2.